# Henrik Wallgren (zoolog)
Lars Henrik Wallgren, född 25 juni 1928 i Helsingfors, död 14 augusti 2014, var en finlandssvensk zoolog. Han disputerade 1954 vid Helsingfors universitet där han senare blev professor i zoologi. Han invaldes 27 februari 1980 som utländsk ledamot av svenska Vetenskapsakademien.